# 日本叉牙魚
日本叉牙魚（學名：Arctoscopus japonicus）是鲈形目鱷鱚亞目毛齒魚科的魚。日語稱為，別名。日語是石斑魚亞科的魚類，和叉牙魚沒有關聯。
在日本主要於近日本海地區被食用，為秋田縣的縣魚。調理方式有煮魚、烤魚、魚乾、鹽漬、味噌醃漬、魚露等。
魚卵被稱為，該魚類由於會大量聚集產卵，因此常有極大數量的卵團塊被沖上秋田縣等地的海岸，而法律規定海岸上的魚卵除了科研用途外不可採集，因此可供食用的魚卵，來源多來自於捕獲到的母魚腹內。
魚卵除了鮮味通常沒什麼味道，通常會以鹽或味噌醃漬，或與魚體烹調，因卵膜如橡膠般極具彈性，使魚卵咬碎時會產生「啵哩啵哩」（ブリッブリッ）的聲響，因而得名，也因為此極特殊的口感，成為當地民眾受歡迎的食材。

## 使用

### 食材

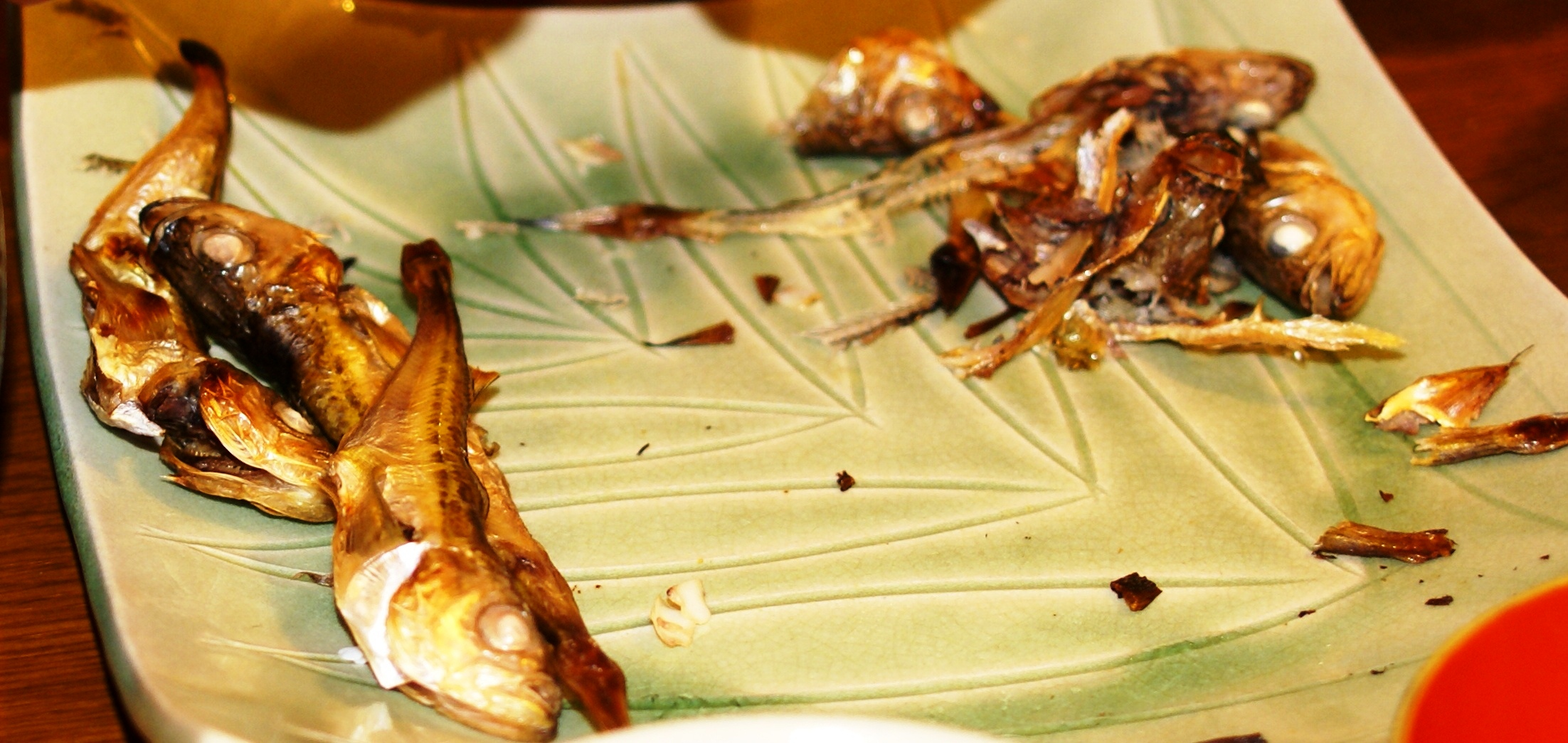
叉牙魚乾

食用方法有鹽烤、魚乾、泡味醂後曬乾、田樂、魚湯、甘露煮（醬魯）、飯壽司（熟壽司）等。
日本叉牙魚無鱗、小骨少、脊椎容易剝離，經常一整隻或只切掉頭部後燉煮或燒烤。烤新鮮的叉牙魚時，先將尾部的骨頭折斷便能從頭部輕鬆剝掉整個脊椎而容易食用。沾上味噌烤的田樂料理在山形縣庄內地方相當常見。
新鮮魚貨可以水煮後沾醬油吃，或是煮成叉牙魚湯（味噌湯），叉牙魚若不最後放入會容易煮爛。
叉牙魚壽司是熟壽司的一種，可以作為保存食品。需要時取出來和切好的蔬菜一起食用。也經常鹽漬或味噌醃漬後燉煮或燒烤。這些是在蛋白質來源減少的雪國為了度過冬季的重要食材。
在鳥取縣有鹽漬後再以甜醋醃漬的食品，以及用以醋調味過的豆渣做成的白魚壽司，每當4月魚季將成為賀露大明神春祭的活動食品。

### 魚露

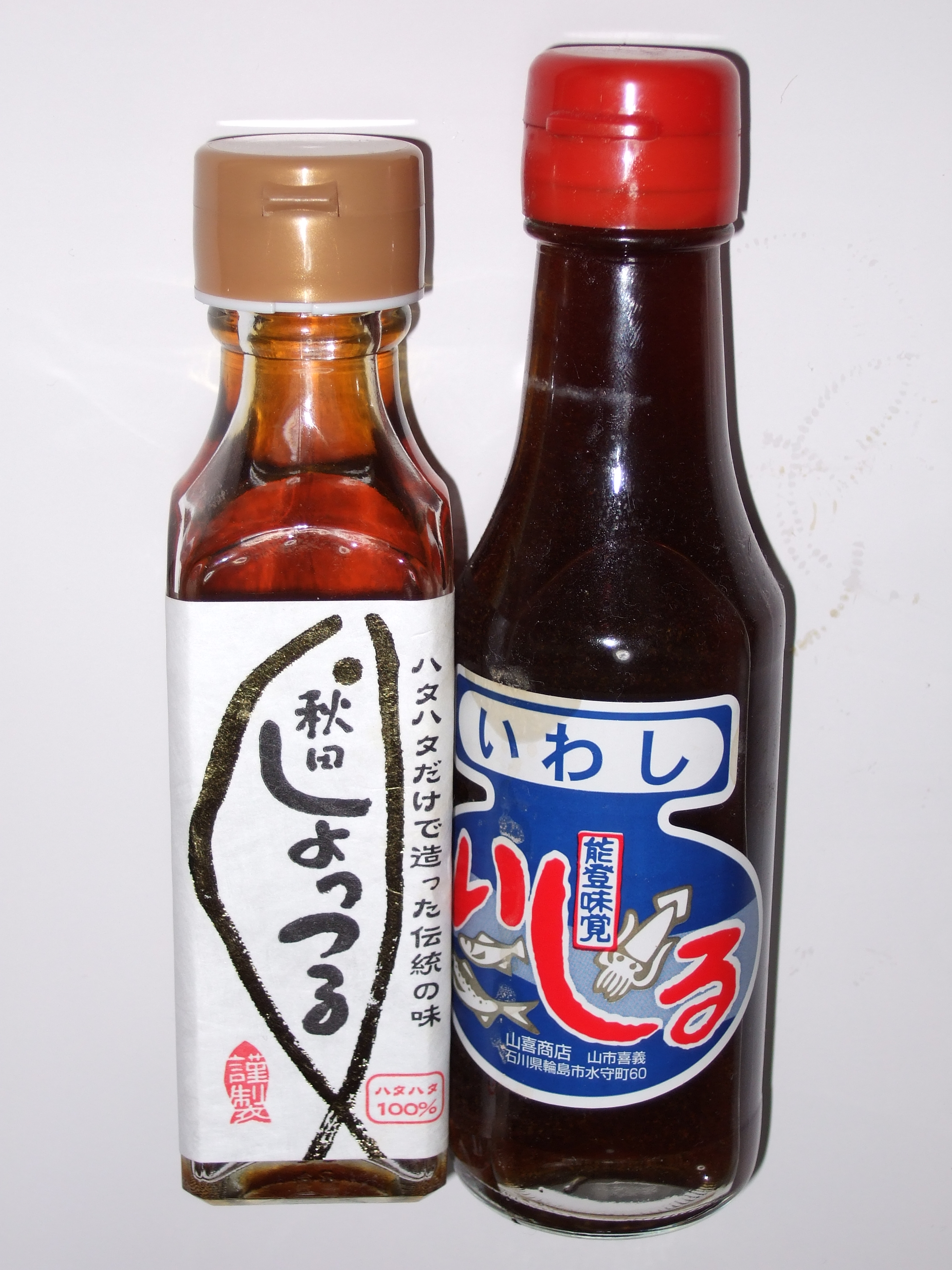
しょっつる

將叉牙魚用鹽醃漬並發酵，過濾後的魚露稱為鹹魚汁或鹹汁（しょっつる）。用其加上叉牙魚、蔬菜、豆腐等食材煮成「鹹魚汁鍋」。由於在秋田將醬油或魚露煮成的鍋物料理稱做「貝鍋」，鹹魚汁鍋有時也被叫做。一般認為是由以大貝殼代替鍋子的轉變而來。